# Antoine Gautier de Montdorge
Antoine-César Gautier de Montdorge (* 17. Januar 1701 in Lyon; † 24. Oktober 1768 in Paris) war ein französischer Dramaturg, Librettist, Poet und Enzyklopädist. De Montdorge nahm ferner wichtige Funktionen in der Finanzverwaltung des Ancien Régime war.

## Leben und Wirken
Er wirkte als königlicher Hofkämmerer, Maître de la Chambre aux deniers du roi, eine Funktion, die er lange Zeit innehatte. Von 1727 bis 1768 war er Schatzmeister Trésorier de la chambre. Er war mit dem Fermier général und Mäzen Alexandre Le Riche de La Pouplinière befreundet, dem Förderer von Jean-Philippe Rameau. Für letzteren schrieb er im Jahre 1739 als Librettist u. a. Les Fêtes d’Hébé, ein Ballet und Singspiel zur Musik von Rameau.
Seine Mitgliedschaft in der Académie des sciences, belles-lettres et arts de Lyon war als Auszeichnung für sein literarisch-künstlerisches Talent anzusehen. Er war ein Förderer der Künste, aber auch der Künstler, der Musiker und der Dichter selbst.
Für die Encyclopédie von Denis Diderot schrieb er das Lemma Nadir.

## Werke (Auswahl)
- Les Fêtes d’Hébé. Oper mit Ballett in drei Akten mit Musik von Rameau 1739
- Réflexions d’un peintre sur l’opéra. 1741
- Art d’imprimer les tableaux en trois couleurs. 1756
- L’Opéra de société. Einakter  1762
- Conte oriental. Paris, 1767.